# 華盛頓縣 (德克薩斯州)
華盛頓縣（英語：Washington County）是美国德克萨斯州東南部的一個縣，面積1,609平方公里。根據2020年美國人口普查，共有人口35,805人。縣治布倫納姆。該縣成立於1836年3月17日，縣政府成立於1837年，是最早的二十三個縣之一；縣名紀念首任總統乔治·华盛顿。